# 博斯特
博斯特（法語：Bost）是法国阿列省的一个市镇，属于维希区和屈塞县。该市镇2009年时的人口为188人。

## 人口
博斯特人口变化图示
| 数据来源：INSEE |